# Lingulodinium polyedra

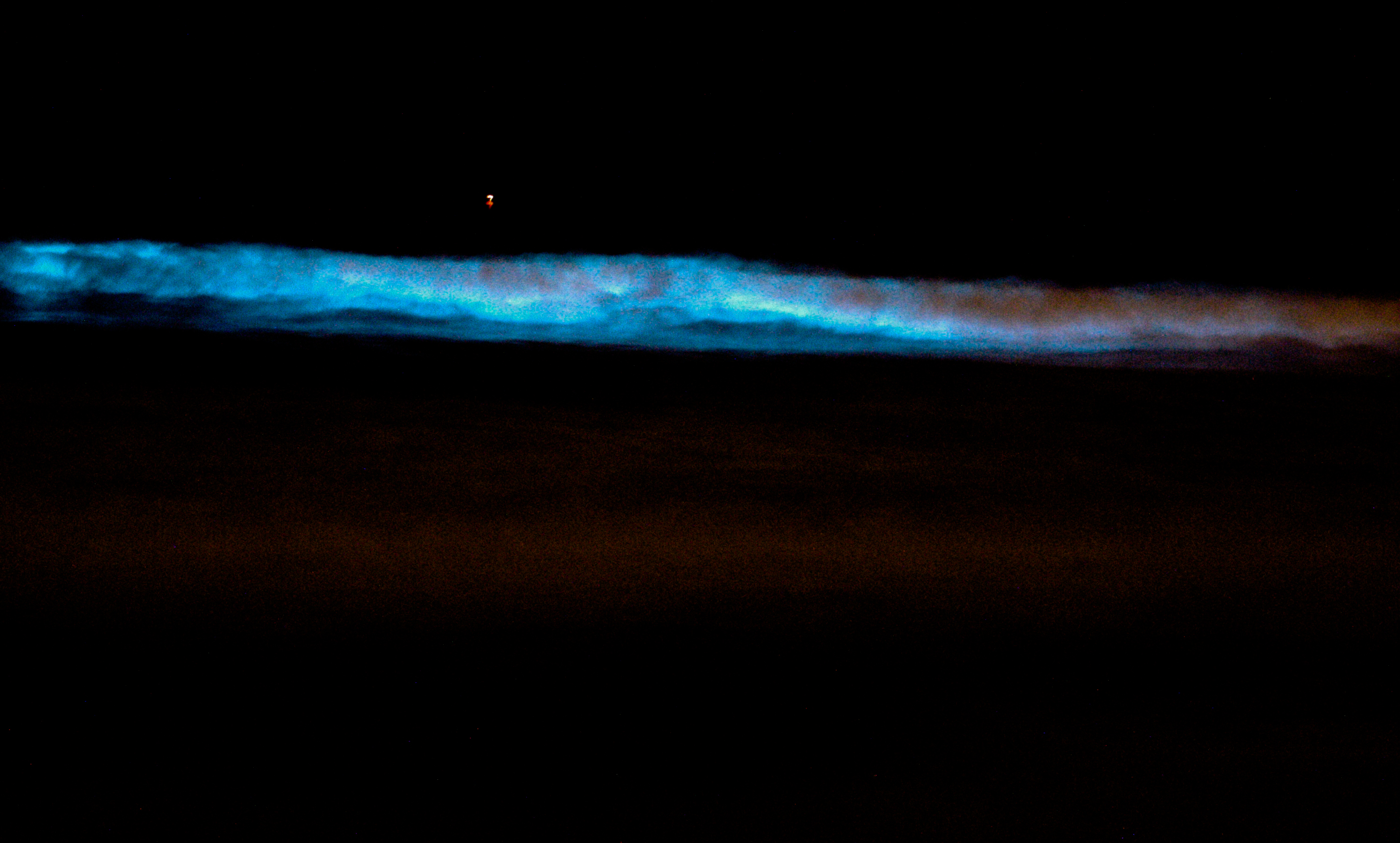
Biolumineszenz von Lingulodinium polyedra in der Brandung von Solana Beach, Kalifornien

Lingulodinium polyedra (Synonyme: Gonyaulax polyedra, Lingulodinium polyedrum) ist ein autotropher, mariner, thekater Dinoflagellat, der zur Biolumineszenz fähig ist. Bei Massenvermehrung kann dieser Organismus eine Rote Tide auslösen.
Die Deutsche Botanische Gesellschaft hat Lingulodinium polyedra zur Alge des Jahres 2013 ernannt.

## Merkmale
Zellen von Lingulodinium polyedra sind kantig und grob pentagonal polyedrisch geformt. Die Größe der Zellen beträgt 40–54 µm Länge und 37–53 µm Durchmesser. Es sind weder ein apikales Horn noch antapicale Stacheln vorhanden (Vergleich mit Ceratium). Die thekalen Platten sind dick. Entlang der Plattengrenzen sind verdickte Ränder ausgebildet. L. polyedra besitzt orange-braune Chloroplasten, die das ungewöhnliche Carotinoid Peridinin enthalten. Der Zellkern ist C-förmig, außerdem sind eine pulsierende Vakuole und lumineszierende Scintillons vorhanden. Lingulodinium polyedra wird mit dem Gift Saxitoxin in Verbindung gebracht, das bei Menschen Muschelvergiftung auslösen kann, wenn das Toxin durch Muscheln angereichert wird.

## Dinozysten
Wenn die Lebensbedingungen ungünstig werden, beispielsweise während des Zusammenbrechens einer Planktonblüte, kann L. polyedra Dauerstadien bilden. Die Zysten von Lingulodinium polyedra sind mehr oder weniger rund bis ellipsoidal. Die harte Hülle zerbricht eher als dass sie sich verformt. Die Oberfläche ist körnig und bedeckt mit vielen langen, spitzen, dolchförmigen Fortsätzen. Die Zysten können fossilieren und zur Biostratigraphie verwendet werden. Fossile Zysten von L. polyedra sind seit dem oberen Paläozoikum überliefert.

## Taxonomie
Die Art wurde 1883 als Gonyaulax polyedra von Friedrich von Stein beschrieben. Das Typusexemplar stammt aus dem Hafen von Kiel. 1989 stellte John D. Dodge die Art als Lingulodinium polyedrum in die Gattung Lingulodinium. Das Artepithet ist nach AlgaeBase jedoch ein nicht-deklinierbares Nomen, so dass der Name zu Lingulodinium polyedra zu korrigieren ist.

## Biolumineszenz
Lingulodinium polyedra kann bei starker Vermehrung in warmen Küstengewässern intensive Biolumineszenz erzeugen. Solche Massenvermehrungen (Rote Tide) wurden beispielsweise vor San Diego (südliches Kalifornien) oder in der Adria beobachtet, wobei Zelldichten bis zu 2×10^7 Zellen je Liter auftraten. Quelle der Biolumineszenz sind spezialisierte Organellen, die Scintillions. Diese geben einen kurzen Lichtblitz ab, wenn die Zelle mechanisch oder chemisch gereizt wird.